# キアーヴァリ
キアーヴァリ(イタリア語: Chiavari)は、イタリア共和国リグーリア州ジェノヴァ県にある、人口約27,000人の基礎自治体（コムーネ）。

## 地理

### 位置・広がり

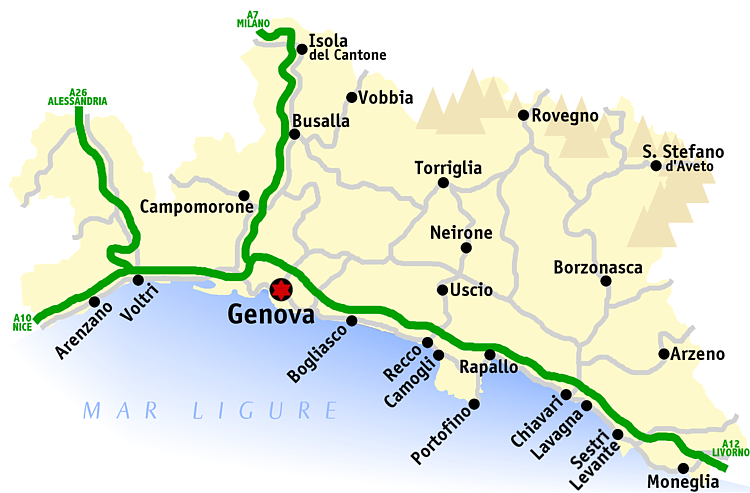
ジェノヴァ県概略図

#### 隣接コムーネ
隣接するコムーネは以下の通り。
- カラスコ
- コゴルノ
- ラヴァーニャ
- レーイヴィ
- ゾアーリ

### 地震分類
イタリアの地震リスク階級 (it) では、3 に分類される
。

## 行政

### 分離集落
キアーヴァリには以下の分離集落（フラツィオーネ）がある。
- Caperana, Campodonico, Maxena, Ri Alto, Sanguineto, Sant'Andrea di Rovereto

## スポーツ
プロサッカークラブとしてヴィルトゥス・エンテッラが本拠を置く。2017-2018シーズンはセリエBに属している。